# Trets en la foscor
Trets en la foscor (títol original en anglès: Guns of Darkness) és una pel·lícula britànica d'Anthony Asquith, estrenada el 1962. Ha estat doblada al català.

## Argument
Un estat d'Amèrica del Sud és pres per forces revolucionàries i Rivera, el seu president destituït, aconsegueix fugir malgrat les seves ferides. Deu la seva salvació a Tom Jordan, un idealista, que el troba l'endemà en llastimós estat. Acompanyat de mal grat per la seva dona Claire, ja que dissensions minen la parella, Tom decideix conduir Rivera amb cotxe fins a la frontera situada a més d'un centenar de quilòmetres. Perden el seu cotxe escapant per poc a les arenes movedissos i han de salvar altes muntanyes àrides. Però són detinguts pels revolucionaris arribant a la frontera. Encara que adepte de la no violència, Tom ha d'abatre un home per escapar-se i passar la frontera. El president Rivera no sobreviurà a les seves ferides mentre que les proves hauran regenerat la parella Jordan.

## Repartiment
- David Niven: Tom Jordan
- Leslie Caron: Claire Jordan
- David Opatoshu: el president Rivera
- James Robertson Justice: Hugo Bryant
- Eleanor Summerfield: Madame Bastian
- Ian Hunter: El Doctor Swann

## Al voltant de la pel·lícula
Leslie Caron:
| « | La posada en escena havia estat confiada al meu car Puffin Asquith, massa refinat i sensible per una pel·lícula d'acció d'aquesta mena. El coneixement íntim que tenia del grec i el llatí certament no l'havia preparat per les aventures en els boscos amazònics i això malgrat el blau de garatgista i les botes d'obrer que portava sempre al treball. […] | » |

L'acció descrita a la pel·lícula passa a Amèrica del Sud on un ambaixador i la seva esposa fugen a través d'una regió infestada de rebels, aguaitats per tota mena de perills mortals. […] a part, la pel·lícula no llança cap llum sobre el comportament humà. […] Única compensació durant el pel·lícula: el paisatge magnífic que servia de marc per a les escenes exteriors a la província de Màlaga on un poble pintoresc estava penjat a la vora d'un impressionant penya-segat.